# Franciszek Bernaś

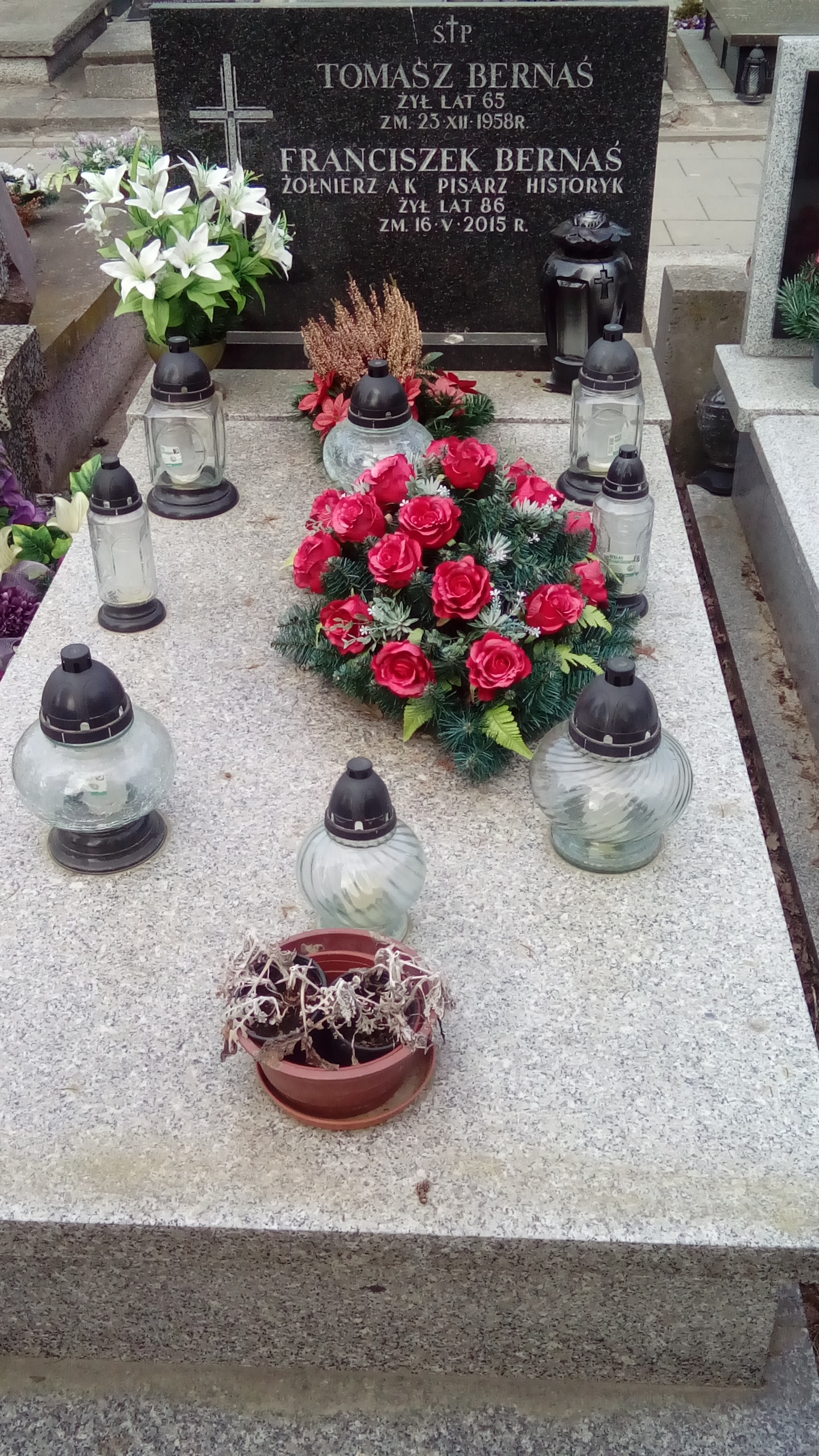
Grób Franciszka Bernasia na Cmentarzu wojskowym na Powązkach

Franciszek Bernaś pseudonim Śmigły (ur. 8 marca 1929 w Mielniku, zm. 16 maja 2015 w Warszawie) – polski żołnierz podziemia niepodległościowego w czasie II wojny światowej w ramach Armii Krajowej, uczestnik powstania warszawskiego, pisarz i publicysta historyczny.

## Życiorys
W czasie II wojny światowej brał udział w konspiracji w ramach struktur AK, będąc członkiem 1 rejonu „Brzozów” (Legionowo) – VII Obwodu „Obroża” (powiat warszawski) Warszawskiego Okręgu AK. Podczas powstania warszawskiego brał udział w walkach na terenie Puszczy Kampinoskiej, w szeregach batalionu porucznika „Znicza” Grupy „Kampinos”. Był autorem książek i publikacji prasowych dotyczących historii XX wieku, w tym głównie II wojny światowej. Wiele publikacji wydał wspólnie z Julittą Mikulską-Bernaś.
Kawaler Złotego Krzyża Zasługi oraz Krzyża Partyzanckiego, uhonorowany odznaką Zasłużony Działacz Kultury. Zmarł 16 maja 2015 roku i został pochowany na Cmentarzu Wojskowym na Powązkach (kwatera 28BII-2-20).

## Wybrana bibliografia autorska[6]
- Akcja „Miecz Teutoński” (Wydawnictwo Ministerstwa Obrony Narodowej, Warszawa, 1963)
- Czarne koszule w Tiranie (Wydaw. Min. Obrony Narodowej, Warszawa 1984, ISBN 83-11-07132-2)
- Gabriel Narutowicz („Iskry”, Warszawa, 1979, ISBN 83-207-0061-2)
- Mordercy z Wilhelmstrasse („Książka i Wiedza”, Warszawa, 1982, ISBN 83-05-11046-X)
- Mrok i mgła: z dziejów KGB („Ethos”, Warszawa, 1997, ISBN 83-85268-34-0)
- Mściciele („Alfa”, Warszawa, 1988, ISBN 83-7001-201-9)
- Na wzgórzach Transwalu („Alfa”, Warszawa, 1986, ISBN 83-7001-097-0)
- Ofiary fanatyzmu (Instytut Wydawniczy Związków Zawodowych, Warszawa, 1987, ISBN 83-202-0552-2)
- Samotny bastion (Wydaw. Min. Obrony Narodowej, Warszawa, 1983, ISBN 83-11-06965-4)
- Swastyka nad Wiedniem (Krajowa Agencja Wydawnicza, Warszawa, 1987, ISBN 83-03-02069-2)
- Śmierć w Tokio: z dziejów terroryzmu politycznego (Instytut Wydawniczy Związków Zawodowych, Warszawa, 1989, ISBN 83-202-0819-X)
- Trzeci cios samurajów (Wydaw. Min. Obrony Narodowej, Warszawa, 1980, ISBN 83-11-06556-X)
- Zaginieni bez wieści (Wydaw. Lubelskie, Lublin, 1989, ISBN 83-222-0570-8)
- Złoto i krew (Wydaw. Lubelskie, Lublin, 1989, ISBN 83-222-0499-X)